# Сан Саба (окръг, Тексас)
Окръг Сан Саба (на английски: San Saba County) е окръг в щата Тексас, Съединени американски щати. Площта му е 2947 km², а населението – 6187 души (2000). Административен център е град Сан Саба.

## История

### Ранна история
Ранните индиански жители на района включват Тонкава, Каддо, Апаче и Команче. През 1732, управител на испански Тексас, Хуан Антонио Bustillo у Ceballos, пристигна на празника на шести век монах св. Сава, и е наречен на река Рио де Сан Саба де лас Nueces. Мисията Санта Круз де Сан Саба е създадена през 1757 г. През 1788 г. Хосе Марес ръководи експедиция от Сан Антонио до Санта Фе.
През 1828 г. преминаха 28 души от групата на Стивън Ф. Остин. Част от окръга беше включена в безвъзмездните средства на Остин от мексиканското правителство. The Fisher-Милър Land Грант през 1842 г. се съдържа голяма част от по-късните земя дела. Пет години по-късно в окръг Сан Саба е подписан Договорът Маузебах-Команч. През 1854 г. семейство Харки се установява в Уолъс и Ричланд Крийкс. Семейството на Дейвид Матслер се премества от окръг Бърнет в Чероки Крийк.
Окръг Сан Саба е организиран от окръг Бексар и е кръстен на река Сан Саба през 1856 г. Сан Саба е избран за седалище на окръга. Седмият законодателен орган на Тексас потвърждава границите на графството през 1858 г. през 1860 г. населението е 913, което включва 98 роби. През 1867 г. окръгът е разделен на 10 училищни района.
През 1874 г. Едмънд Е. Ризен посвещава работата си за подобряване на местните ядки, по-специално на пекан. В крайна сметка Сан Саба се обяви за световната столица на Пекан.

### История след Гражданската война
През 1880-те – 90-те години управлението на тълпата не само бичува и изтласква много хора в градовете в Тексас, но и отне 140 живота в Тексас след Гражданската война. Окръг Сан Саба преживя най-тежкото насилие с 25 живота, отнети чрез линч от 1880 до 1896 г. Убийствата на тълпи в Тексас в годините след войната често са мотивирани от раса престъпления, извършени от членовете на Ку Клукс Клан срещу заподозрени роби бунтовници и аболиционисти. Разследване доведе до възстановяване на реда в Тексас Рейнджърс. Обединените конфедеративни ветерани организират глава, известна като „Лагерът на Уилям П. Роджърс“ в окръг Сан Саба след смъртта през 1889 г. на президента на Конфедерацията Джеферсън Дейвис. Роджърс, герой от битката при Коринтв Мисисипи, е родом от Джорджия. Той не живееше в Сан Саба, но дъщеря му Фани се омъжи за един от офицерите на Роджърс, Джордж Харис, който се премести там през 1880 г. Бивш окръжен съдия Харис служи като командир на лагер Роджърс, кръстен на баща си – закон. Организацията на ветераните продължи до началото на 30-те години.
През 1880-те години бдителна тълпа, организирана като братска ложа, убива редица заселници от окръг Сан Саба. През 1896 г. Тексас Рейнджърс започва разследване. Улут М. Сандерсън, редактор на новините на окръг Сан Саба, ръководи редакции срещу тълпата. В крайна сметка тълпата беше разбита от капитана на рейнджъра Бил Макдоналд и окръжния прокурор WC Linder. [ цитиране е необходимо ] Много от екзекуциите на тълпи, извършени в целия Тексас по времето след Гражданската война, са били расово мотивирани и често извършени от членове на Ку Клукс Клан (KKK), който се формира в окръг Шелби, Тексас. Повечето от хората, избити от бдителни тълпи през петте години след войната, бяха „заподозрени в робски бунтовници и бели аболиционисти“. Въпреки че KKK в Тексас е бил по-малко активен през 1870-те години, животът продължава да се отнема всяка година. През 1885 г. за щата Тексас, „... приблизително 22 тълпи са линчували 43 души, включително 19 чернокожи и 24 бели, една от които е била жена“. „Най-смъртоносните от партидата линчове от окръг Сан Саба взеха около 25 жертви между 1880 и 1896 г. Линчът на Вигиланте изчезна през 1890-те, но други разновидности на тълпите продължиха.“.
Академията за мъже и жени в Сан Саба е основана през 1882 г. През 1889 г. е създаден лагер № 322 на Обединените конфедерати на Уилям П. Роджърс, кръстен на полк. Уилям П. Роджърс. Нормалният и бизнес колеж в Западен Тексас е организиран от Франсис Марион Бернс през 1885 г.

### В края на 19 и 20 век
Паралелно окаченият мост Беверидж е построен през река Сан Саба през 1896 г. от Флин, Мойер Бридж Ко. През 1911 г. клонът Ломета-Едем в Персийския залив, Колорадо и железопътната линия Санта Фе е построен през окръг Сан Саба. Издигната е сграда на съда от окръг Сан Саба. Архитект Чембърлин и Ко. През 1930 г. половината от окръжните стопанства са отглеждани под наем. Чичо Били Гибънс даде на бойскаутите на Америка 99-годишен договор за къмпинг по протежение на Брейди Крийк в ранчото си. Наводненията на река Сан Саба от 1938 г. причиняват разруха в цялата страна. Една трета от град Сан Саба беше под вода. Град Сан Саба е включен през 1940 г. Продължителната суша в средата на 50-те години донесе трудности на селското стопанство на окръга.
В Сан Саба Нюз сля с Сан Саба звезда през 1960 г. През 1965 г. исторически маркер е издигнат за чест пионер лекар Едуард Г. Дос.

## География
Според американското бюро за преброяване на населението, окръгът има обща площ от 1 138 квадратни мили (2 950 км 2), от които 1 935 квадратни мили (2 940 км 2) са земя и 3,1 квадратни мили (8,0 км 2) (0,3%) по вода.